# Françoise Secrétain
Pour les articles homonymes, voir Secrétain.
Françoise Secrétain est une femme franc-comtoise, ayant vécu au XVIe siècle, accusée d'être une sorcière et condamnée au bûcher, à la suite de son jugement par Henry Boguet.

## Historique

### Faits reprochés
En 1598, Françoise Secrétain fut accusée de sorcellerie pour avoir, selon ses accusateurs, rendu « impotente de tous ses membres » une fillette âgée de huit ans, dénommée Louise Maillat après lui avoir offert « une croûte de pain ressemblant à du fumier ». Ladite fillette s'en fut retrouvée possédée par cinq démons à la fois.

### Enquête et jugement
On arrêta Françoise Secrétain qui, après rasage de sa chevelure et interrogatoire, confessa qu'elle s'était depuis longtemps « baillée » au Diable et que ce dernier « l'avait connue charnellement quatre ou cinq fois, tantôt en forme de chien, tantôt en forme de chat, de loup ou de griffon, sinon tantôt en forme de poule, et que sa semence était fort froide ».
Elle avoua, en outre, qu'elle avait assisté aux sabbats, fait mourir par attouchement un voisin et divers animaux, mais refusa de dire si elle s'était changée en louve-garou.
Henry Boguet, qui jugea personnellement Françoise Secrétain — débutant ainsi une carrière de chasseur de sorcières. — l'envoya au bûcher, admet comme parfaitement valables dans son Discours exécrable des Sorciers (Rouen, 1606) les témoignages des enfants sous réserve, cependant, qu'ils ne varient point, d'après les Discours exécrable des Sorciers (1602) du juge Henry Boguet.
Condamnée au bucher, cette femme fut retrouvée morte dans sa cellule, le juge Henry Boguet supposa dès lors que « le Diable n'ait suffoqué notre sorcière ».